# Cristian Díaz
Cristian Leonel Díaz (ur. 12 maja 1976 we Florencio Varela) – argentyński piłkarz pochodzenia włoskiego występujący na pozycji lewego obrońcy, trener piłkarski, od 2025 roku prowadzi paragwajski Tembetary.

## Kariera klubowa
Díaz pochodzi z miejscowości Florencio Varela, w aglomeracji stołecznego Buenos Aires. Wychowywał się w rodzinie klasy średniej. W wieku dwunastu lat dołączył do akademii juniorskiej krajowego potentata CA Independiente, któremu kibicował od dziecka. Do treningów drużyny seniorów został włączony przez szkoleniowca Miguela Ángela Lópeza. W argentyńskiej Primera División zadebiutował 29 października 1995 w wygranym 1:0 spotkaniu z Deportivo Español. Dwa miesiące później zdobył z Independiente superpuchar Ameryki Południowej – Supercopa Sudamericana, zaś premierowego gola w najwyższej klasie rozgrywkowej strzelił 13 października 1996 w zremisowanej 1:1 konfrontacji z Banfield. Szybko wywalczył sobie miejsce w linii obrony i w kolejnych latach wywalczył z ekipą z Avellanedy dwa tytuły wicemistrza Argentyny (w sezonach Apertura 1996 i Clausura 2000). Był pewnym punktem ekipy prowadzonej przez trenerów takich jak César Luis Menotti, Ricardo Gareca czy Enzo Trossero. W barwach Independiente spędził łącznie pięć lat.
W maju 2000 Díaz za sumę dwóch milionów dolarów odszedł do włoskiego Udinese Calcio. Trzy miesiące później wygrał z tą drużyną Puchar Intertoto. W Serie A zadebiutował 1 października 2000 w wygranym 4:2 meczu z Brescią, natomiast pierwszą bramkę zdobył 17 lutego 2001 w wygranym 2:1 pojedynku z Hellasem Verona. Przez cały sezon 2000/2001 był podstawowym obrońcą Udinese, z którym zajął dwunaste miejsce w tabeli. Bezpośrednio po tym przeniósł się do Hiszpanii, gdzie zasilił rewelację ostatnich rozgrywek – drużynę RCD Mallorca (na zasadzie współwłasności z Udinese, które zachowało 50% praw do jego karty zawodniczej), podpisując czteroletnią umowę. W tamtejszej Primera División zadebiutował 15 września 2001 w zremisowanym 0:0 spotkaniu z Deportivo Alavés. W sezonie 2001/2002 uplasował się z Mallorcą na szesnastym miejscu w lidze, wziął także udział w Lidze Mistrzów UEFA (faza grupowa). Nie potrafił się jednak przebić do wyjściowego składu i pełnił wyłącznie rolę rezerwowego dla Miquela Solera.
W lipcu 2002 Díaz udał się na wypożyczenie do drugoligowego Levante UD. W ekipie z Walencji zanotował świetny sezon – imponował formą indywidualną, a jego drużynie zabrakło niewiele do awansu do pierwszej ligi (czwarte miejsce w tabeli). Mimo starań władz Levante o zatrzymanie gracza, w sierpniu 2003 został on wypożyczony do beniaminka najwyższej klasy rozgrywkowej – drużyny Albacete Balompié. Kolejny pobyt w pierwszej lidze hiszpańskiej również okazał się dla Díaza nieudany, gdyż rozegrał on zaledwie sześć meczów i już po pół roku przeszedł do drugoligowego Ciudad de Murcia. Tam również spędził sześć miesięcy, po czym podpisał umowę z kolejnym drugoligowcem – UD Almería. W tamtym okresie zerwał jednak więzadła krzyżowe w prawym kolanie i zdecydował się na powrót do Argentyny. Podjął rehabilitację w swoim macierzystym CA Independiente, lecz nie zaoferowano mu tam ostatecznie kontraktu.
W lipcu 2005 Díaz trafił w końcu do Club Olimpo, z którym na koniec sezonu spadł do drugiej ligi argentyńskiej, a ponadto doznał kolejnej poważnej kontuzji. Po rehabilitacji dołączył do drugoligowego CA Huracán, a więc ekipy z mocnymi aspiracjami do awansu do najwyższej klasy rozgrywkowej. Cel postawiony zespołowi udało się zrealizować – na koniec sezonu 2006/2007 drużyna Antonio Mohameda wywalczyła promocję do pierwszej ligi, z Díazem w roli podstawowego piłkarza. Bezpośrednio po awansie odszedł do Arsenalu de Sarandí, gdzie został podstawowym obrońcą w taktyce trenera Gustavo Alfaro. W grudniu 2007 wygrał z Arsenalem kontynentalne rozgrywki Copa Sudamericana (odpowiednik Ligi Europy). W finałowym rewanżu z meksykańską Américą (1:2) strzelił gola samobójczego. W lipcu 2008 zajął drugie miejsce w superpucharze Ameryki Południowej – Recopa Sudamericana, zaś miesiąc później wywalczył z Arsenalem trofeum Copa Suruga Bank. Jego dobrą passę przerwało w listopadzie 2008 zerwanie więzadeł w lewym kolanie. Była to już kolejna jego poważna kontuzja – trapiony urazami Díaz zdecydował się w sierpniu 2009 zakończyć piłkarską karierę w wieku 33 lat.

## Kariera trenerska
W 2010 roku Díaz był przez trzy miesiące asystentem trenera Claudio Úbedy (swojego byłego kolegi z Huracánu) w drugoligowym Independiente Rivadavia. Zaraz potem znalazł zatrudnienie w swoim macierzystym CA Independiente, gdzie najpierw pomagał „Cacho” Rodríguezowi w prowadzeniu klubowych rezerw, a po jego odejściu został głównym trenerem rezerwowej drużyny. We wrześniu 2011, po odejściu Antonio Mohameda, tymczasowo objął pierwszy zespół i poprowadził go w dwóch meczach. W marcu 2012 ponownie został tymczasowym trenerem Independiente – tym razem zastąpił na stanowisku Ramóna Díaza. Za sprawą dobrej gry jego podopiecznych – m.in. wyjazdowa, historyczna wygrana w lidze z Boca Juniors (5:4) – oraz fiasku negocjacji zarządu z renomowanymi szkoleniowcami, już kilkanaście dni później objął ekipę Independiente na stałe. Prowadził ją przez kolejne pięć miesięcy – pomimo udanego początku i renowacji składu w letnim oknie transferowym, później notował już wyłącznie bardzo słabe wyniki. Zrezygnował ze stanowiska w sierpniu 2012 po serii dwunastu meczów bez zwycięstwa, zostawiając zasłużoną ekipę na ostatnim miejscu w tabeli spadkowej.
W styczniu 2013 Díaz został trenerem chilijskiego Deportes Iquique. W tym samym miesiącu awansował z nim do fazy grupowej Copa Libertadores (był to pierwszy występ Iquique w tych rozgrywkach), lecz w ogólnym rozrachunku jego podopieczni spisywali się bardzo kiepsko (tylko dwa zwycięstwa w trzynastu meczach). Ponadto w marcu po ligowym meczu z Universidad de Chile (0:2) wdał się w bójkę z jednym z kibiców – po tej sytuacji otrzymywał śmiertelne pogróżki od fanatyków klubu. Został zwolniony ze stanowiska już po trzech miesiącach pracy, gdy Iquique zajmowało przedostatnie miejsce w lidze. W styczniu 2015 objął peruwiański CD Universidad San Martín de Porres ze stołecznej Limy. Prowadził go do końca roku – jego San Martín bardzo dobrze spisał się w krajowym pucharze (dotarł do półfinału), lecz w rozgrywkach ligowych nie potrafił się włączyć do walki o cele bardziej ambitne niż uniknięcie spadku. Mimo generalnie średnich wyników drużyna była chwalona przez media za wyrazisty i dość efektowny styl gry.
W lutym 2016 Díaz powrócił do ojczyzny, zastępując Diego Osellę w roli szkoleniowca walczącego o utrzymanie w lidze Club Olimpo. Na koniec sezonu zajął z nim ostatnie, piętnaste miejsce w grupie ligowej, lecz zdołał uchronić go przed relegacją. Jego dziesięciomiesięczny pobyt w ekipie z Bahía Blanca okazał się raczej nieudany (tylko pięć zwycięstw w 26 meczach), co poskutkowało rezygnacją trenera w grudniu 2016. W kwietniu 2017 objął będący w strefie spadkowej Quilmes AC, wobec niepowodzenia zarządu w negocjacjach z bardziej doświadczonymi szkoleniowcami. Nie zdołał odmienić fatalnej gry zespołu – jego podopieczni odnieśli zaledwie jedno zwycięstwo w dwunastu spotkaniach (strzelili w nich tylko cztery gole). Ponadto w końcówce sezonu drużyna musiała radzić sobie bez siedmiu zawodników z najwyższymi kontraktami, odsuniętych od składu przez prezesa. Na koniec rozgrywek Quilmes spadło do drugiej ligi, a Díaz odszedł z klubu.
W czerwcu 2018 Díaz został trenerem salwadorskiego klubu Santa Tecla FC. Już w jesiennym sezonie Apertura 2018 poprowadził drużynę do tytułu mistrza Salwadoru, natomiast trzy miesiące później awansował do finału pucharu Salwadoru – Copa El Salvador. Dwa tygodnie przed spotkaniem finałowym, w kwietniu 2019, zrezygnował jednak ze stanowiska ze względu na oferty pracy w silniejszych ligach. Drużynę przejął po nim Sebastián Abreu, który zdobył z Santa Tecla puchar Salwadoru, podkreślając znacznie pracy wykonanej przez Díaza z drużyną. W czerwcu 2019 Díaz objął czołową boliwijską ekipę – Club Jorge Wilstermann, z którą w jesiennym sezonie Clausura 2019 w świetnym stylu (osiemnaście zwycięstw, sześć remisów i tylko dwie porażki) wywalczył mistrzostwo Boliwii. Po tym sukcesie drużynę wzmocniono i postawiono przed nią cel obrony tytułu. Kolejne rozgrywki okazały się jednak znacznie słabsze – Wilstermann zajął dopiero piąte miejsce w tabeli i nie zakwalifikował się do Copa Libertadores. Równocześnie zespół wygrał grupę w Copa Libertadores i zaszedł najdalej spośród wszystkich boliwijskich klubów w tamtej edycji – do 1/8 finału. Gorsze wyniki w lidze poskutkowały w grudniu 2020 zwolnieniem Díaza ze stanowiska.